# Армия спасения рохинджа Аракана
А́рмия спасе́ния рохинджа Аракана (сокр. АРСА; бирм. အာရ်ကန်ရိုဟင်ဂျာ ကယ်တင်ရေးတပ်မတော်), ранее известна как Харака аль-Якин (рус. Движение веры) — бирманская военизированная повстанческая группировка, действующая на севере штата Ракхайн (Мьянма). Выступает в защиту интересов мусульман рохинджа, ведет вооруженную борьбу с бирманскими правительственными силами. Лидером организации является эмигрант из Саудовской Аравии — Атаулла абу Аммар Юнуни более известный как Ата Улла.
Власти Мьянмы рассматривают АРСА в качестве исламистской повстанческой группировки имеющей связь с международными террористическими организациями, которые оказывают ей помощь Сама организация отрицает какую-либо причастность к террористическим организациям.

## История
По данным Международной кризисной группы АРСА была образована в 2012 году.